# Leuconia joubini
Leuconia joubini és una espècie d'esponja calcària, marina i amb espícules formades per carbonat de calci. L'esponja pertany al gènere Leuconia i a la família Baeriidae. El nom científic de l'espècie va ser publicat per primera vegada el 1907 per Émile Topsent.